# 발레리 보르친
발레리 빅토로비치 보르친(러시아어: Вале́рий Ви́кторович Бо́рчин, 1986년 9월 11일~)은 러시아의 육상 선수로 주 종목은 경보이다. 2008년 하계 올림픽 20km 경보 종목에서 금메달을 획득했다.

## 경력
보르친은 현재의 모르도바 공화국 사란스크 근처 포보디모보에서 태어났다. 유년 시절부터 역도와 장거리달리기 선수로 활동했고, 무릎 부상 후인 17세의 나이에 경보 훈련을 시작했다. 그는 지역에서 저명한 올림픽 대표급 코치 빅토르 초긴을 만났고, 그가 이끄는 훈련단과 함께 훈련을 시작했다. 1년 후 그는 러시아 육상 선수권 대회 주니어 10km 경보에서 은메달을 획득했다. 그러나 도핑 테스트에서 흥분제 에페트린가 검출되어 2005년 6월부터 2006년까지 1년간 선수 자격 정지 징계를 받았다.
복귀 후 러시아 육상 선수권 대회 성인 경보 부문에서 우승했고 2006년 유럽 육상 선수권 대회 20km 경보에서 은메달을 획득했다. 이후 2007년 세계 육상 선수권 대회에 출전했지만 결승에 진출하지 못했다.
2008년 하계 올림픽을 1주일 앞두고, 보르친과 러시아의 동료 경보 선수 블라디미르 카나이킨이 혈액 부스터 에리트로포이에틴 양성 반응을 보였고 코치인 초긴은 그 해 4월에 도핑 테스트에 통과하지 못했음을 인정했다. 그러나 보르친은 주장을 일축했고, 양성 반응을 보이지 않았다고 말했다. 보르친의 대회 출전이 허용되었고 올림픽 20km 경보에서 금메달을 획득했다. 보르친의 대회 출전을 허용한 이유는 밝혀지지 않았다.
2009년에는 베를린에서 열린 2009년 세계 육상 선수권 대회에서 우승했다. 2010년에는 선수 생활을 중단하여 메이저급 국제 대회에 불참했으나 이듬해에 복귀했다.

### 2012년 올림픽
2012년 하계 올림픽 동안 20km 경보에서, 보르친은 결승선 2km (1.6마일)이내에서 넘어졌다. 이 경주는 결국 중화인민공화국의 천딩이 우승을 차지했다.